# Melvil Dewey
Melvil Dewey, född 10 december 1851 i Adams Center, New York, USA, död 26 december 1931 i Lake Placid, Florida, var en amerikansk bibliotekarie och förgrundsfigur inom biblioteksutveckling och -teori. Han är känd som skaparen av ett universellt klassifikationssystem för bibliotek: Dewey Decimal Classification.

## Biografi
Melville Louis Kossuth Dewey föddes i Adams Center, New York, USA. Han studerade vid Amherst College där han tog examen 1874. Under studierna arbetade han på skolans bibliotek och fortsatte att arbeta som bibliotekarie i två år efter examen. Under sin studietid grundade han "the Library Bureau" (Biblioteksbyrån) som sålde registerkort och dokumentskåp av finare kvalité, och etablerade standardmåtten för katalogiseringskort.
Under sin tid på biblioteket vid Amherst insåg Dewey att det befintliga klassifikationssystemet inte erbjöd den flexibilitet och tydlighet han önskade. Dewey var mycket för rutiner och anordningar som underlättade arbetet, något som var typiskt för den industriella revolution som pågick under sekelskiftet mellan 1800- och 1900-talet. Han var även medlem i olika organisationer som främjade metersystemet och stavningsreformer. Han fick exempelvis genomslag för den amerikaniserade stavningen av katalog (Catalog) - att jämföra med brittiskans catalogue.[källa behövs] Han ändrade även stavningen på sitt eget namn från Melville till Melvil, och tog bort sina andra förnamn. Under en kort period stavade han sitt efternamn Dui. År 1876, under sin tid på biblioteket vid Amherst, publicerade han A Classification and Subject Index for Cataloging and Arranging Books and Pamphlets in a Library, bättre känd som Dewey Decimal Classification.
Dewey var en av initiativtagarna till det nationella möte för bibliotekarier som hölls i Philadelphia 1876. På mötets sista dag grundades American Library Association (ALA), med Dewey som sekreterare. Samma år var han även med och grundade den första tidskriften för bibliotekarier, American Library Journal, där han själv blev en av redaktörerna. Året därpå utsågs tidskriften till officiellt organ för ALA och namnet kortades ner till Library Journal.
1883 anställdes Dewey som chefsbibliotekarie vid Columbia College där han snart grundade Columbia School of Library Economy, världens första skola för utbildning av bibliotekarier. Skolan flyttades till Albany, New York 1890 och döptes till New York State Library School. Dewey var bibliotekschef vid New York State Library mellan 1888 och 1906. Under dessa år genomdrev Dewey en fullständigt omorganisering och effektivisering av biblioteksdriften.[källa behövs]
Dewey hade åsikter som ter sig fördomsfulla och i strid med gängse uppfattningar. Han var bland annat uttalat rasistisk, antisemitisk, en uttalad motståndare av kvinnors rättigheter, och ska bland annat ha trakasserat kvinnor på ALA-konferenser. Melvil Dewey valdes trots dessa negativa personliga förtecken in i American Library Associations Hall of Fame.[källa behövs]